# 巴西夫卡 (普斯托梅特區)
49°46′52″N 23°54′33″E / 49.78111°N 23.90917°E
巴西夫卡（Basivka），是烏克蘭西部的村莊，隸屬利維夫州的利維夫區。該村始建於1431年，面積2.39平方公里，海拔高度305米，2021年人口1,000，人口密度每平方公里435.98人。